# Эпиневрий
Эпиневрий (лат. epineurium) — внешний слой, состоящий из плотной неравномерной соединительной ткани, окружающий периферические нервы. Эпиневрий обычно окружает несколько пучков нервных волокон, а также кровеносные сосуды, которые снабжают нерв. Мелкие ветви кровеносных сосудов также проникают в периневрий.